# Ralf Stremmel
Ralf Stremmel (* 15. Oktober 1963 in Werdohl) ist ein deutscher Historiker und Archivar.

## Leben
Nach dem Studium der Geschichte, Allgemeinen Literaturwissenschaft und Wirtschaftswissenschaft an der Universität Siegen wurde Stremmel 1987 wissenschaftlicher Mitarbeiter im Forschungsprojekt Berlin im Vergleich europäischer Hauptstädte der Universität Siegen. Nach der Promotion 1990 zum Dr. phil. war er von 1994 bis 2002 wissenschaftlicher Referent im Westfälischen Wirtschaftsarchiv. Nach der Habilitation 2003 für das Fach Neuere und Neueste Geschichte an der Universität Siegen ist er seit 2003 Leiter des Historischen Archivs Krupp. 2008 erfolgte die Umhabilitation an die Ruhr-Universität Bochum.

## Schriften (Auswahl)
- Kammern der gewerblichen Wirtschaft im „Dritten Reich“. Allgemeine Entwicklungen und das Fallbeispiel Westfalen-Lippe. Dortmund 2005, ISBN 3-87023-197-1.
- Historisches Archiv Krupp. Entwicklungen, Aufgaben, Bestände. Berlin 2009, ISBN 978-3-422-02243-0.
- Industrie und Fotografie. Der „Bochumer Verein für Bergbau und Gussstahlfabrikation“, 1854–1926. Münster 2017, ISBN 3-402-13213-3.
- Die rote Ruhr-Armee in Essen. Neue Aspekte eines Bürgerkrieges. Münster 2020, ISBN 3-402-24662-7.